# Edouard Mielche
Edouard David Mielche (* 8. August 1905 in Damsholte; † 18. Februar 1969 in Kopenhagen) war ein dänischer Schauspieler.

## Leben
Edouard Mielche wuchs auf der ostdänischen Insel Møn auf.
Nach seinem Schulabschluss zog er nach Kopenhagen, wo er fortan lebte. Dort absolvierte er von 1924 bis 1927 seine Schauspielausbildung an der Eleveskole des Königlichen Theaters Kopenhagen, wo er auch sein Bühnendebüt als Darsteller hatte. Als Bühnendarsteller wirkte er in zahlreichen Theaterstücken, Musicals und in Kabarett-Programmen mit, so unter anderem auch am Folketeatret, am Betty-Nansen-Theater, am Aarhus Teater, am Odense Teater oder am Theater Helsingør. Von 1928 bis 1969 wirkte er als Schauspieler vor der Kamera in mehr als 30 Film- und Fernsehproduktionen mit. Zu Beginn seiner Karriere wirkte er noch in drei Stummfilmen mit, darunter auch in einem der zahlreichen Pat-und-Patachon-Filme.
Edouard Mielche war unverheiratet und kinderlos. Er starb im Februar 1969 im Alter von 63 Jahren. Seine Grabstätte befindet sich auf dem Solbjerg Parkkirkegård in Kopenhagen.

## Filmografie (Auswahl)
- 1929: Hallo! Afrika forude!
- 1930: Pat und Patachon auf Freiersfüßen
- 1932: Paustians Uhr
- 1939: Elverhøj
- 1947: Mani
- 1948: Kristinus Bergman
- 1959: Palastrevolutionen
- 1962: George Dandin
- 1964: Gertrud
- 1966: Der Bettelprinz
- 1966: Kleine Sünder – große Sünder
- 1967: Vergiß nicht, deine Frau zu küssen
- 1968: Woyzeck
- 1969: Farlig Sommer
- 1969: Black-Out